# Pycnetron
Pycnetron är ett släkte av steklar. Pycnetron ingår i familjen puppglanssteklar.
Kladogram enligt Catalogue of Life:
| Pycnetron | \| \| Pycnetron curculionidis \| \| \| \| \| \| Pycnetron longicauda \| \| \| \| \| \| Pycnetron pix \| \| \| \| |
|           | \| \| Pycnetron curculionidis \| \| \| \| \| \| Pycnetron longicauda \| \| \| \| \| \| Pycnetron pix \| \| \| \| |
|           | Pycnetron curculionidis                                                                                          |
|           | |
|           | Pycnetron longicauda                                                                                             |
|           | |
|           | Pycnetron pix |
|           | |